# مكتبة متحف بيبودي التاريخية

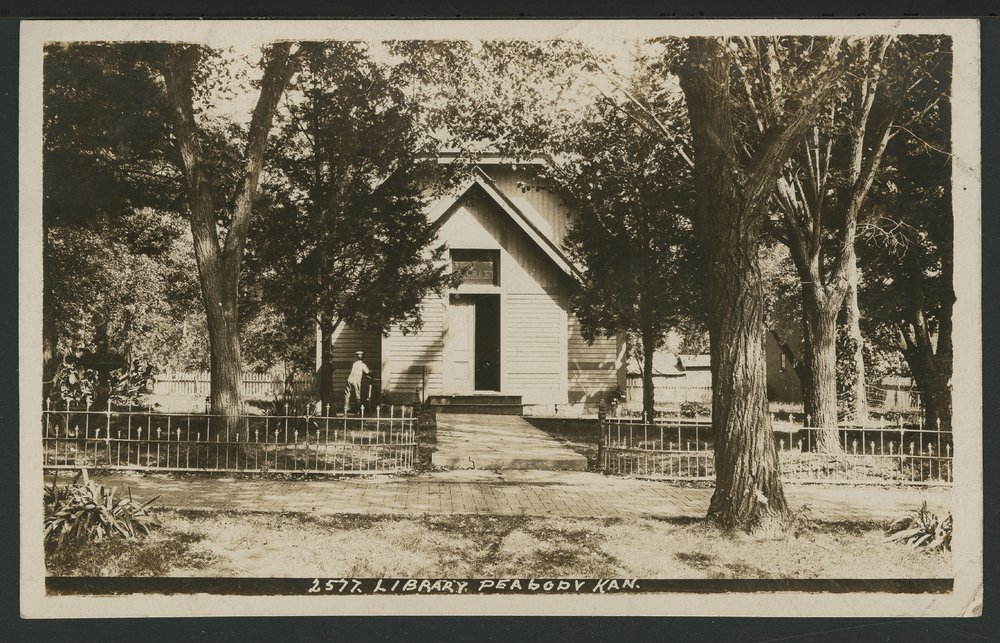
مكتبة متحف بيبودي عام 1908.

مكتبة متحف بيبودي التاريخية (بالإنجليزية: Peabody Historical Library Museum)‏ والمعروفة أيضا بالاسم القديم مكتبة بيبودي القديمة وكانت قد ادرجت في السجل الوطني للأماكن التاريخية في عام 1973. وتقع في المنطقة التاريخية في وسط مدينه بيبودي ،كانساس . وقد نالت المكتبة اهتمام كبير من الدولة لأنها كانت أول مكتبة مدعومة ومعفاة من الضرائب في كانساس.